# Климакс (экология)
Кли́макс в экологии и геоботанике — заключительное, относительно устойчивое состояние сменяющих друг друга экосистем, возникающее в результате смен, или сукцессий, и в значительной мере соответствующее экологическим условиям определенной местности. Климакс зависит от климатических факторов, от местных особенностей почв и от воздействий человека на природу.
Теоретически климаксное сообщество может поддерживать себя неопределенно долго, все внутренние его компоненты уравновешены друг с другом, и оно находится в равновесии с физической средой.
В полевых условиях очень сложно выделить устойчивое климаксовое сообщество. Обычно удается лишь заметить, что скорость сукцессии падает до определенного уровня, после которого наблюдатель уже не замечает каких-либо изменений. Период достижения «климаксовой» стадии требует в разных сообществах различного времени. Часто для завершения стабилизации необходимо 100—300 лет, однако вероятность возникновения пожара или урагана за это время настолько высока, что сукцессия может никогда не завершиться. Если не забывать, что лесные сообщества северной умеренной зоны, а возможно, и тропиков все еще восстанавливаются после последнего ледникового периода, то встает вопрос, не является ли климаксовая растительность лишь теоретической.

## Концепции климакса
Концепция климакса имеет долгую историю. Один из первых исследователей сукцессии — Фредерик Клементс — был приверженцем теории моноклимакса и утверждал, что в любой климатической зоне существует только один истинный климакс, и к его возникновению ведут все сукцессии.
В конечном счете, многие экологи (в том числе Тенсли) эту теорию отвергли, и была предложена теория поликлимакса. Согласно ей климакс в данном участке может определяться одним или несколькими факторами: климатом, почвенными условиями, топографией, пожарами и т. д., поэтому в одной климатической зоне вполне может существовать целый ряд специфических типов климакса.
Юджин Одум склоняется к «золотой середине» — для каждой территории характерен один единственный моноклимаксовый исход, обусловленный климатическими условиями, и множество поликлимаксовых исходов, обусловленных эдафическими факторами.

## Классификация
Климаксное состояние сообщества разными авторами по-разному подразделяются. Так, Тенсли предлагал классифицировать их, в зависимости от сдерживающего фактора, на:
- эдафические
- физиографические
- биотические.[4]

Разумовский, который одним из первых разрабатывал представления о сукцессиях, предлагал делить климаксы на:
- рецидивный — возникает при повторении одних и тех же нарушений, которые отбрасывают местообитание назад на одну или несколько стадий по уже пройденному пути смены
- ретардационный — возникает при крайнем замедлении смены под влиянием постоянно действующих факторов, не вызывающих нарушение сообщества
- диаспорический — в отличие от двух предыдущих не связан с непосредственным действием внешних факторов на местообитание или сообщество. Этот тип климакса связан с отсутствием вида-эдификатора — то есть вида-строителя, чаще всего доминанта, играющего определенную роль в строительстве сообщества.[6]